# Apatania amathira
Apatania amathira är en nattsländeart som beskrevs av Olah 1994. Apatania amathira ingår i släktet Apatania och familjen Apataniidae. Inga underarter finns listade i Catalogue of Life.